# Frank van Kappen
Franklin Ernest (Frank) van Kappen (Semarang, 4 augustus 1941) is een Nederlands politicus en voormalig militair. Hij was generaal-majoor bij het Nederlandse Korps Mariniers en was als militair adviseur enkele jaren werkzaam bij de Verenigde Naties. Bij de Eerste Kamerverkiezingen 2007 werd hij namens de Volkspartij voor Vrijheid en Democratie gekozen in de Eerste Kamer der Staten-Generaal. Hij zou tot 2019 Eerste Kamerlid blijven.

## Biografie
Van Kappen volgde een officiersopleiding aan het Koninklijk Instituut voor de Marine in Den Helder. Van 1964 tot 1998 was hij officier bij het Korps Mariniers. Hij diende onder andere in het Verenigd Koninkrijk, de Verenigde Staten en in het Caraïbisch gebied. Van 1995 tot 1998 was hij in dienst van de VN, als militair adviseur van de secretaris-generaal van de Verenigde Naties Boutros Boutros-Ghali op het gebied van vredesoperaties. Vanaf 1999 werkt hij als senior beleidsadviseur voor TNO. Daarnaast is hij vanaf 2003 adviseur van de NAVO.
Vanaf 1999 is Van Kappen lid van de VVD. Op 12 juni 2007 werd hij beëdigd als lid van de Eerste Kamer.

## Persoonlijk
Frank van Kappen is protestants. Hij woont in Doorn, is getrouwd en heeft twee zoons.

## Onderscheidingen
- Officier in de Orde van Oranje-Nassau op 8 juni 1995[1]
- Onderscheidingsteken voor Langdurige Dienst als officier[1]
- Medaille Bezoek Nederlandse Antillen 1980
- Marinemedaille[1]
- Kruis voor betoonde marsvaardigheid
- Legion of Merit in december 1996[1]
- Commandeurskruis Merito Naval (Eerste Klasse) op 7 juli 1995[1]
- Medaille Naval Almirante Luis Brión op 23 juli 1993[1]

- International Standard Name Identifier: 0000 0003 9334 5333
- Nederlandse Thesaurus van Auteursnamen: 212460498
- Parlement.com: vhjogfpxyzwr
- Virtual International Authority File: 287582812
- WorldCat: E39PBJxhkByXybyWrXK8Fg7bVC